# Gijasudin Mansur Daštaki
Gijasudin Mansur ibn Sadrudin Muhamed Huseini Daštaki Širazi – Gijasul-hukama ( 1462—oko 1534)‍:str. 184. rođen je u Širazu, gde je njegov otac Sadrudin Muhamed utemeljio grandioznu tradicionalnu školu Mansuriju.‍:str. 248. Iako je biljantno poznavao razne nauke iz svog vremena – od jurisprudencije, egzegeze i drugih islamskih tradicionalnih nauka, preko matematike, medicine, astronomije i raznih disciplina prirodnih i empirijskih nauka, pa sve do filozofije i ostalih racionalnih okvira misaonosti – mladi Gijasudin je stekao slavu baveći se filozofijom.‍:str. 183–184.
Gijasudinov značaj u širaskoj školi treba posmatrati iz dva aspekta.
Prvi aspekt je povezan sa njegovim naučno-intelektualnim doprinosom razvoju ove škole. Ovaj slavni filozof XVI veka ustanovio je brojne stručne termine koji ranije nisu bili upotrebljavani. Takođe, on je u okviru raznih filozofskih pitanja detaljno pokazao kako je moguće sjediniti stroge demonstrativne metode islamskih peripatetičkih filozofa i poznatu Suhravardijevu iluminativnu metodu sticanja znanja. Sve ovo pripremilo je uslove za fundamentalni preokret u islamskoj filozofiji prema kojem je egzistencija poistevečena s istinskom biti svakog postojanja. Istina, treba napomenuti da su ove ideje u Gijasudinovoj filozofiji teško uočljive zbog nedostatka logičke harmonije i uređenosti njegovih rasprava, te da su one svoju sistematsku funkcionalnost stekle tek u delima Mula Sadre Širazija.
Drugi asprekt značaja Gijasudina Daštakija povezan je sa njegovim društvenopolitičkim aktivnostima. Porodica Daštaki je blagovremeno preuzela središnju ulogu u naučnim previranjima u ondašnjoj vlasti. To potvrđuje i činjenica da je Gijasudin Mansur u Isfahanu dve godine boravio u palati safavidskog kralja Tahmaspa (vladao od 1523. do 1576) jer je u tom periodu nadzirao rekonstrukciju čuvene opservatorije u gradu Maraga. To je naravno rezultiralo i isticanjem širaske škole. Ova pojava nije godila centralnoj vlasti safavidske dinastije koja je Isfahan odredila za prestonicu svoje porodične dinastije. Stoga, nakon što su obznanjene neke naučne nesuglasice između Gijasudina Daštakija i tada veoma slavnog islamskog juriste Muhakika Karakija (umro 1534), kralj Tahmasp je iskoristio tu priliku kako bi, na štetu Gijasudina, konflikt proglasio političkim i samim tim znatno umanjio društveni uticaj porodice Daštaki. Ova odluka kralja Tahmaspa ostavila je neizbrisiv trag na umanjenje društvenog značaja širaske škole, ali ne i njenog naučnog prosperiteta. Gijasudin je po povratku u Širaz nastavio svoja naučna istraživanja i intelektualne delatnosti. Iako se posle njegove smrti većina pripadnika ove škole odselila u druge gradove, a naročito u prestonicu Isfahan, oni su ipak u svojim spisima čuvali grandioznu baštinu koja je negovana puna tri stoleća.‍:str. 185.

## Dela
Kada govorimo o njegovim matematičkim delima, moramo izdvojiti knjigu al-Kifaja fi al-hisab [Adekvatna aritmetika] koju je na arapskom jeziku napisao u šest poglavlja. Osnove i karakteristike sabiranja, oduzimanja, množenja i deljenja, matematički fundamenti razlomaka, kvadratnih korenova i površina, i najzad razrešavanje nejasnoća u algebri – predstavljaju teme pomenutih poglavlja.
Osim toga, svoje inovativne teorije povezane sa Almagestom Gijasudin je sakupio i objavio u okviru novog zbornika.‍:str. 248–249 Gijasudin je podržavao teološko usmerenje filozofskih ideja Dželaludina Davanija. Stoga, pokušavao je da ukaže na nedostatke te metode i da osnaži racionalni pristup kao ispravnu alternativu. S tim u vezi, važno je istaći da je on napisao novi komentar na Suhravardijevo grandiozno delo Hajakil an-nur kako bi preusmerio pažnju sa prethodnog Davanijevog komentara koji je, između ostalog, bio ispisan u duhu teološke metodologije.‍:str. 184.